# 帕布利凱申斯冰架
帕布利凱申斯冰架（挪威語：Publicationsisen）是南極洲的冰架，位於普里茲灣東南面，冰架長60公里，在1936至1937年被挪威探險隊發現，該冰架在1973年被重新命名。